# Căbești
Căbești est une commune roumaine du județ de Bihor, en Transylvanie, dans la région historique de la Crișana et dans la région de développement Nord-Ouest.

## Géographie
La commune de Căbești est située dans le sud-est du județ, dans la vallée de la Valea Roșia, affluent du Crișul Negru, dans les Monts Pădurea Craiului, à 15 km au nord de Beiuș et à 70 km au sud-est d'Oradea, le chef-lieu du județ.
La municipalité est composée des cinqvillages suivants, nom hongrois, (population en 2002) :
- Căbești, Biharkaba (982), siège de la commune ;
- Goila, Goila (203) ;
- Gurbești, Gorbolyfalva (208) ;
- Josani, Dzsoszány (336) ;
- Sohodol, Aszóiztás (353).

## Histoire
La première mention écrite du village de Căbești date de 1239.
La commune, qui appartenait au royaume de Hongrie, en a donc suivi l'histoire.
Après le compromis de 1867 entre Autrichiens et Hongrois de l'empire d'Autriche, la principauté de Transylvanie disparaît et, en 1876, le royaume de Hongrie est partagé en comitats. Căbești intègre le comitat de Bihar (Bihar vármegye).
À la fin de la Première Guerre mondiale, l'Empire austro-hongrois disparaît et la commune rejoint la Grande Roumanie au traité de Trianon.
En 1940, à la suite du deuxième arbitrage de Vienne, la commune fait partie de la partie du județ restée sous souveraineté roumaine.

## Politique
| Période                                  | Période  | Identité          | Étiquette | Qualité |
| ---------------------------------------- | -------- | ----------------- | --------- | ------- |
| Les données manquantes sont à compléter. |          |                   |           |         |
|                                          | 2012     | Ioan-Vasile Lăzău | PDL       | Intérim |
| 2012                                     | En cours | Silviu Toda       | PNL       |         |

| Parti | Parti                                      | Sièges |
| ----- | ------------------------------------------ | ------ |
|       | Parti national libéral (PNL)               | 5      |
|       | Parti social-démocrate (PSD)               | 4      |
|       | Alliance des libéraux et démocrates (ALDE) | 2      |

## Religions
En 2002, la composition religieuse de la commune était la suivante :
- Chrétiens orthodoxes, 86,50 % ;
- Pentecôtistes, 12,63 %.

## Démographie
En 1910, à l'époque austro-hongroise, la commune comptait 3 479 Roumains (98,92 %) et 36 Hongrois (1,02 %).
En 1930, on dénombrait 3 305 Roumains (97,03 %), 64 Roms (1,88 %), 18 Juifs (0,53 %) et 17 Hongrois (0,50 %).
En 1956, après la Seconde Guerre mondiale, 2 611 Roumains (99,47 %) côtoyaient 4 Hongrois (0,15 %) et 7 Juifs (0,27 %).
En 2002, la commune comptait 2 007 Roumains (96,39 %), 69 Roms (3,31 %) et 3 Hongrois (0,14 %). On comptait à cette date 698 ménages et 707 logements.
| 1880  | 1890  | 1900  | 1910  | 1920  | 1930  | 1941  | 1956  | 1966  |
| ----- | ----- | ----- | ----- | ----- | ----- | ----- | ----- | ----- |
| 2 870 | 3 177 | 3 373 | 3 515 | 3 529 | 3 406 | 3 510 | 2 625 | 2 367 |

| 1977  | 1992  | 2002  | 2007  | - | - | - | - | - |
| ----- | ----- | ----- | ----- | - | - | - | - | - |
| 2 464 | 2 328 | 2 082 | 1 989 | - | - | - | - | - |

## Économie
L'économie de la commune repose sur l'agriculture, l'élevage et l'exploitation des forêts. La commune dispose de 2 865 ha de terres arables et de 3 872 ha de pâturages.
On trouve également une exploitation de mica.

## Communications

### Routes
Căbești est située sur la route régionale DJ764 qui la relie avec Remetea et Beiuș au sud et Roșia au nord.

## Lieux et monuments
- Goila, église orthodoxe en bois de la Dormition de la Vierge datant du XVIIIe siècle, classée monument historique[6] ;
- Gurbești, église orthodoxe en bois St Nicolas datant de 1799, classée monument historique[6] ;
- Josani, église orthodoxe en bois des Sts Archanges, datant de 1789, classée monument historique[6].

## Galerie

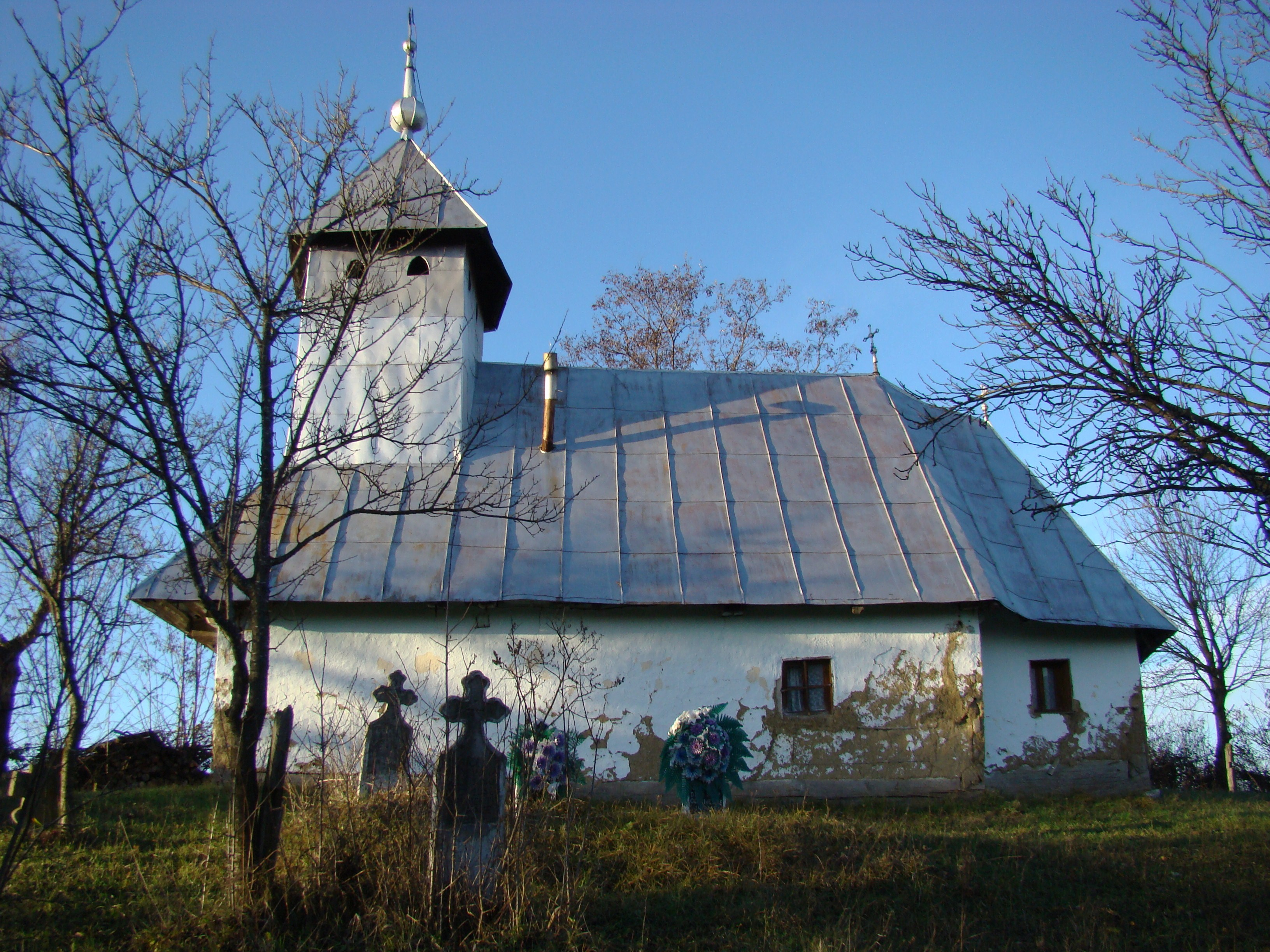
L'église de Goila
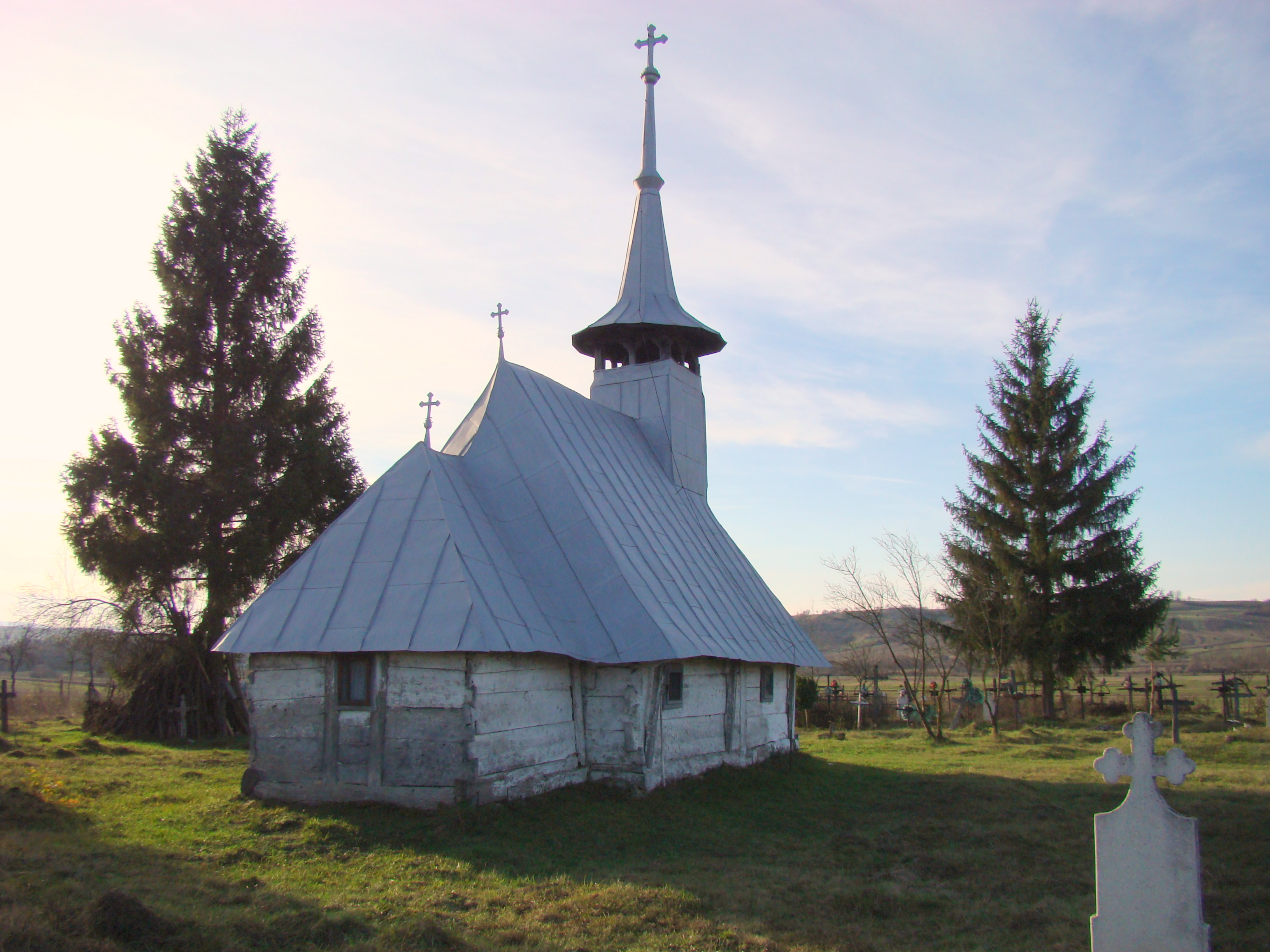
L'église de Gurbești
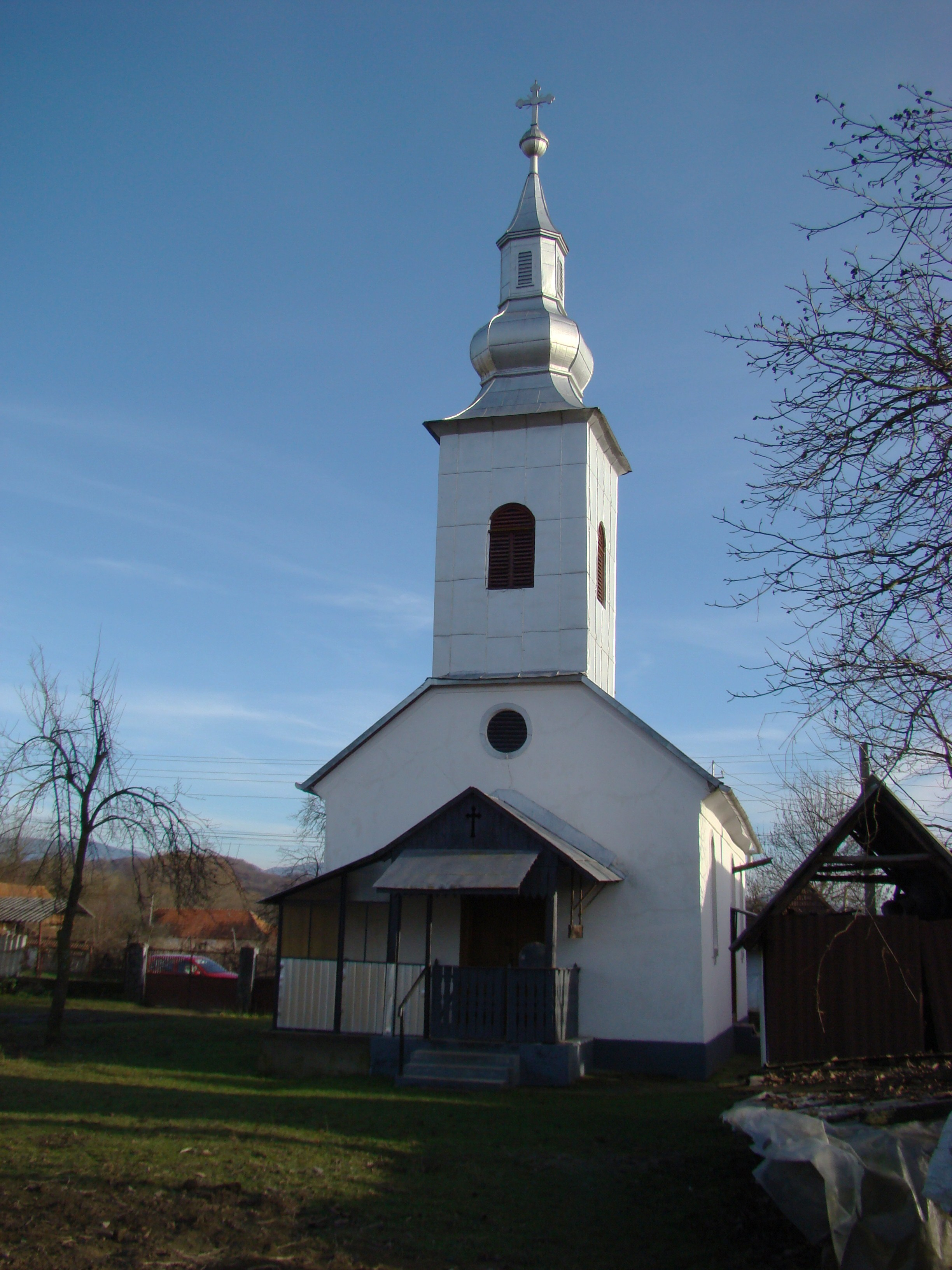
L'église de Josani